# Passing Strange
Passing Strange es un musical estadounidense sobre el viaje artístico de autodescubrimiento de un joven afroamericano en Europa, con fuertes elementos de existencialismo filosófico y metaficción. La letra y el guion fueron compuestos por Stew con música y orquestaciones de Heidi Rodewald.
El musical se desarrolló en el Teatro del Instituto Sundance en 2004 y 2005 y tuvo presentaciones en Berkeley, California antes de estrenarse en Broadway en 2008, cosechando críticas positivas y varios premios. Spike Lee filmó el musical en Broadway en julio de 2008 y lo estrenó en formato de película en 2009.

## Sinopsis

### Acto I
El Narrador se presenta a sí mismo como Stew ("Prólogo"), refiriéndose abiertamente a sí mismo, a su colaboradora Heidi y al resto de la banda, y ocasionalmente interrumpiendo la trama e interactuando directamente con los personajes a lo largo de la obra. El Narrador introduce al protagonista masculino afroamericano como "el Joven"— a quien el Narrador también se refiere como el "héroe" o "peregrino". En un barrio de clase media de South Central Los Angeles de finales de la década de 1970, el Joven comienza a buscar "lo real" durante su adolescencia, tras haberse convertido brevemente al budismo zen en desafío a la fe cristiana conservadora de su madre soltera ("Desfile de moda baptista"). A pesar de ello, es arrastrado a regañadientes a su iglesia y se siente sorprendentemente conmovido por la banda de gospel de la iglesia, equiparando alegremente el gospel al rock & roll ("Blues Revelation/Freight Train") y, decidiendo explorar el poder espiritual de la música, se une al coro de la iglesia ("Edwina Williams"). Aquí conoce al hijo del pastor y director del coro, Franklin Jones, que como fumador de marihuana homosexual en el armario gay, expone al Joven a las drogas, a la cultura New Negro y a la filosofía europea ("Arlington Hill"). Los jóvenes empiezan a tocar la guitarra, abandonan el coro de Franklin y forman un grupo de punk rock ("Sole Brother"), que se disuelve rápidamente durante un mal viaje de LSD ("Must've Been High").
El Joven ahorra dinero para viajar a Europa, donde espera desarrollarse realmente como artista musical, a pesar de la desaprobación de su madre y su comunidad ("Mom Song/Philistines"), que culmina en un argumento que satiriza los estilos excesivamente dramáticos del Europeo. cine experimental y que pronto se funde en el escenario con el propio viaje a Europa ("Merci Beaucoup, M. Godard"). Ya en la promiscua Amsterdam, con su fácil acceso a las drogas y al sexo ("Amsterdam"), el Joven experimenta su primera sensación de aceptación cuando una okupa local, Marianna, le acepta sin rechistar en su apartamento ("Keys"). Después de vivir felizmente entre Marianna y otros artistas de espíritu libre ("We Just Had Sex"), descubre que no puede escribir canciones cuando no tiene nada de lo que quejarse. Se marcha a Berlín, dejando atrás a una disgustada Marianna, que le dice que no vuelva ("Paradise").

### Acto 2
La Juventud llega a Berlín Occidental durante los disturbios del Día de Mayo ("May Day") y se une a algunos de los manifestantes ("Surface"). Su integridad flaquea cuando se hace pasar por pobre para ser aceptado por los artistas revolucionarios con los que ahora vive, llamados colectivamente Nowhaus. Desi, su nueva novia y líder de Nowhaus, le dice que sólo el amor es real ("Daño").
El Joven nunca se atreve a ser sincero sobre su origen ("Identidad"), aunque se regodea en un romántico estereotipo afroamericano entre sus amigos alemanes ("El negro"). Desi finalmente expresa sus sentimientos de que el Joven oculta su verdadera identidad ("Come Down Now"). Mientras tanto, le irritan las llamadas telefónicas de su madre enferma del corazón y retrasa su visita, incluso cuando se acerca la Navidad, cuando los demás miembros de Nowhaus regresan bruscamente a casa con sus familias. El joven suplica a Desi que se quede con él durante las vacaciones, pero ambos discuten por sus diferentes puntos de vista sobre el amor y ella le abandona ("Canción inacabada del joven").
Las autorreflexiones del narrador no tardan en entrar en la historia del joven ("Work the Wound"), para concluir con la inesperada escena del joven en el funeral de su madre. Con este sorprendente giro dramático de los acontecimientos, el tono de la obra pasa de la comedia a la pesadumbre. El Narrador y el Joven se enfrentan directamente y en un momento serio por primera vez mientras el Joven hace frente a su dolor; al tratar con la pérdida de la misma madre, ahora está claro que el Narrador y el Joven representan a la misma persona en dos momentos diferentes de su vida ("Fase de paso"). El Joven, tras declarar que sólo el arte puede corregir el error conocido como vida, resucita el espíritu de su madre a través de su arte ("¿Está bien?"). Al final, sin embargo, sólo el Narrador, más maduro, permanece en escena, profesando la necesidad de algo más allá de "lo real" y que eso es el amor ("Love Like That").

## Passing Strange: The Movie
Spike Lee filmó las últimas tres presentaciones del musical en el Teatro Belasco y las adaptó a un filme que fue estrenado el 16 de enero de 2009 en el Festival de Cine de Sundance y en el West Village de Nueva York el 21 de agosto del mismo año. Su desempeño le valió una nominación en la categoría de mejor director en los Premios Black Reel de 2010.